# Ata de Mediação

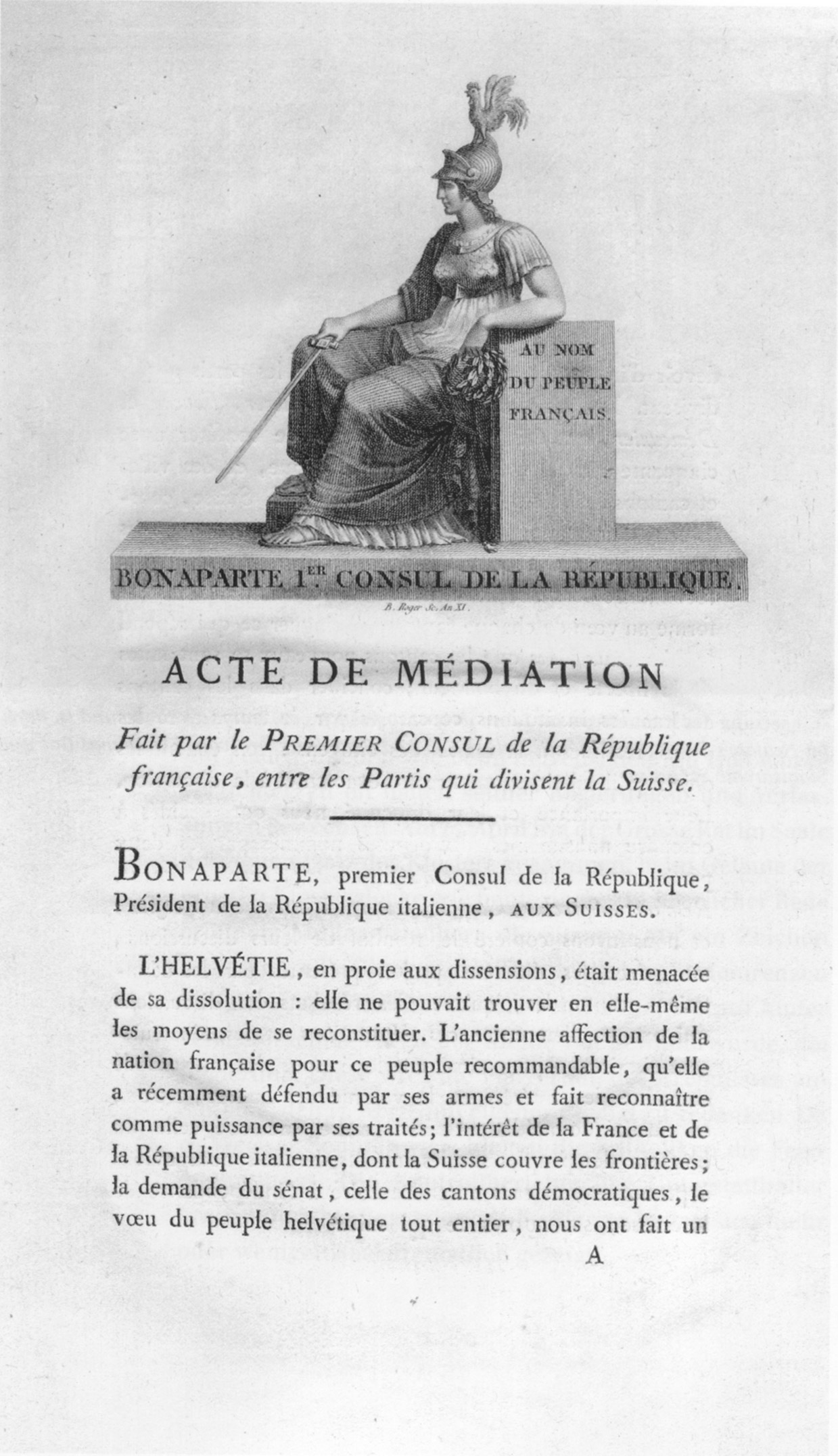
Acte de Médiation, 1803

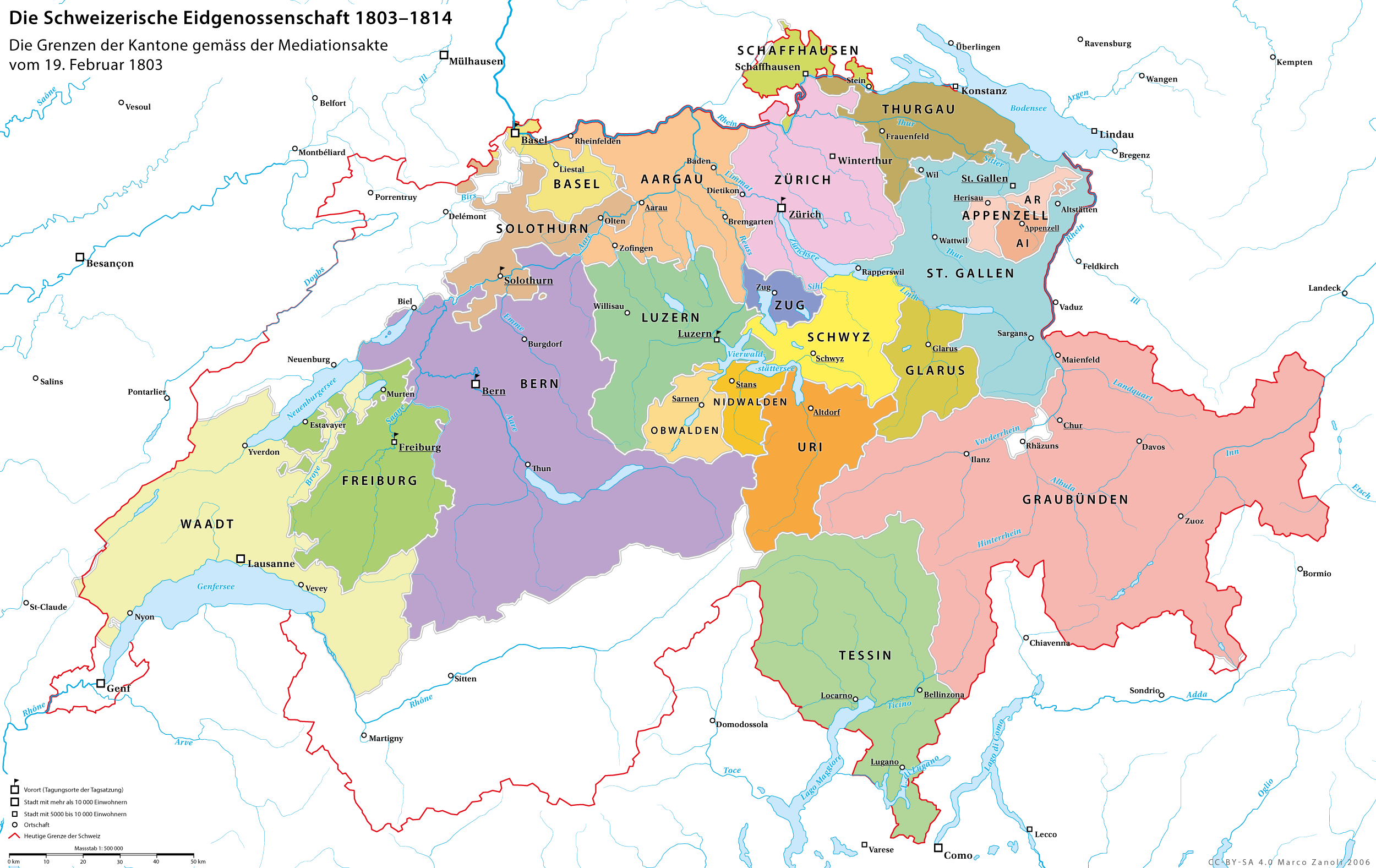
Mapa da Suíça, 1803-1815

A Ata de Mediação ou Ato de Mediação (francês: Acte de Médiation) foi emitido por Napoleão Bonaparte, Primeiro Cônsul da República Francesa em 19 de fevereiro de 1803, estabelecendo a Confederação Suíça. O ato também aboliu a República Helvética anterior, que existia desde a invasão da Suíça pelas tropas francesas em 1798. Após a retirada das tropas francesas em julho de 1802, a República entrou em colapso (na guerra civil de Stecklikrieg). O Ato de Mediação foi a tentativa de Napoleão de um compromisso entre o Antigo Regime e uma república. Este estágio intermediário da história suíça durou até a Restauração de 1815. A lei também destruiu o estatuto de Tarasp e o deu a Graubunden.

## Fim da República Helvética
Após a invasão francesa de 1798, a descentralizada e aristocrática Velha Confederação Suíça foi substituída pela altamente centralizada e republicana República Helvética. No entanto, as mudanças foram muito abruptas e abrangentes e ignoraram o forte senso de identidade que a maioria dos suíços tinha com seu cantão ou cidade.  Ao longo dos quatro anos seguintes, as tropas francesas foram frequentemente necessárias para apoiar a República Helvética contra os levantes. O governo da República também foi dividido entre o "Unitário" (apoiando um governo central único e forte) e o "Federalista" (apoiando uma Federação ou cantões autônomos) partidos. Em 1802, um projeto de constituição foi apresentado, mas foi rapidamente derrotado em uma votação popular em junho de 1802. Em julho, Napoleão retirou as tropas francesas da Suíça, aparentemente para cumprir o Tratado de Amiens, mas realmente para mostrar aos suíços que suas melhores esperanças estavam atraente para ele.
Após a retirada das tropas francesas no verão de 1802, a população rural (fortemente federalista) se revoltou contra a República Helvética. No cantão de Léman, a revolta Bourla-papey eclodiu contra a restauração de propriedades e impostos feudais. Enquanto esta rebelião foi silenciada por meio de concessões, o seguinte Stecklikrieg, assim chamado por causa do Stäckli ou "porrete de madeira" carregado pelos insurgentes, levou ao colapso da República. Depois de vários confrontos hostis com as forças oficiais da República Helvética, que careciam de equipamento e motivação (Renggpass em Pilatusem 28 de agosto, ataques de artilharia em Berna e Zurique em setembro e uma escaramuça em Faoug em 3 de outubro), o governo central capitulou militarmente (em 18 de setembro, retirando-se de Berna para Lausanne) e depois desabou completamente.

## Ato de mediação
Com Napoleão atuando como mediador, representantes dos cantões suíços se reuniram em Paris para encerrar o conflito e dissolver oficialmente a República Helvética. Quando o Ato de Mediação foi produzido em 19 de fevereiro de 1803, ele tentou abordar as questões que haviam dilacerado a República e fornecer uma estrutura para uma nova confederação sob a influência francesa. Grande parte da linguagem da lei era vaga e confusa, o que permitia aos cantões um espaço considerável para interpretação.
No preâmbulo do Ato de Mediação, Napoleão declarou que o estado político natural dos suíços era como uma Federação e explicou seu papel como mediador.
As próximas 19 seções cobriram os 19 cantões que existiam na Suíça na época. Os 13 membros originais da antiga Confederação foram restaurados e 6 novos cantões foram adicionados. Dois dos novos cantões (St Gallen e Graubünden ou Grisons) eram anteriormente "associados", enquanto os outros quatro eram compostos de terras sujeitas (ou seja, controladas por outros cantões) que foram conquistadas em épocas diferentes - Aargau (1415), Thurgau (1460), Ticino (1440, 1500, 1512) e Vaud (1536). Cinco dos seis novos cantões - Graubünden foi a exceção - receberam governos representativos modernos. No entanto, nos 13 cantões originais, muitas das instituições pré-revolucionárias permaneceram no local. Os landsgemeinden, ou assembleias populares, foram restaurados nos cantões democráticos, os governos cantonais em outros casos estando nas mãos de um grande conselho (legislativo) e do pequeno conselho (executivo). No geral, os poderes conferidos ao estado eram extremamente amplos. 
Os 40 artigos a seguir, conhecidos como Acte Fédéral ou Atos de Confederação, definiram os deveres e os poderes do governo federal. As responsabilidades da Confederação incluíam: proporcionar igualdade para todos os cidadãos, criação de um Exército Federal, remoção de barreiras comerciais internas e diplomacia internacional. Não deveria haver classes privilegiadas, burgueses ou terras súditas. A Suíça foi mencionada em toda a lei. Cada cidadão suíço estava agora livre para se mudar e se estabelecer em qualquer lugar da nova Confederação. Os cantões garantem o respeito mútuo pelas constituições, fronteiras e independência. O mais alto órgão do governo era o Tagsatzung ou Dieta, que era realizado em um dos seis vororten (ou cidades principais, que eram: Friburgo, Berna, Solothurn, Basileia, Zurique e Lucerna) a cada ano. A Dieta era presidida pelo Landammann der Schweiz, que era o magistrado-chefe do vorort em que a Dieta se reunia naquele ano. Na Dieta, seis cantões que tinham uma população de mais de 100 000 (Berna, Zurique, Vaud, St. Gallen, Graubünden e Aargau) receberam dois votos, os outros tendo apenas um cada.
Duas emendas à lei, contendo 13 e 9 artigos, trataram da transição da República falida para a nova Confederação. Louis d'Affry, o nomeado Landammann der Schweiz durante a transição, recebeu amplos poderes até que a Dieta pudesse se reunir. Dentro dos cantões, os governos locais eram dirigidos por uma comissão de sete membros até que novas eleições pudessem ser realizadas.
A declaração final da Lei declarou que a Suíça era uma terra independente e instruiu o novo governo a proteger e defender o país.

## Fim do Ato de Mediação
O Ato de Mediação foi uma importante vitória política de Napoleão. Ele foi capaz de impedir a instabilidade dos suíços de se espalhar em seu império emergente ou enfraquecer seu exército. O Ato de Mediação criou um estado tampão pró-França com a Áustria e os estados alemães. Ele até acrescentou o título Médiateur de la Confédération suisse (Mediador da Confederação Suíça) aos seus títulos oficiais em 1809.
Enquanto o Ato de Mediação permaneceu em vigor até o fim do poder de Napoleão em 1813 e foi um passo importante no desenvolvimento da Confederação Suíça, os direitos prometidos no Ato de Mediação logo começaram a desaparecer. Em 1806, o principado de Neuchâtel foi entregue ao marechal Louis-Alexandre Berthier. O Ticino foi ocupado pelas tropas francesas de 1810 a 1813. Além disso, em 1810, o Valais foi ocupado e convertido no departamento francês do Simplon para garantir a passagem de Simplon. As tropas suíças ainda serviram em campanhas estrangeiras, como a invasão francesa da Rússia que minou sua neutralidade de longa data. Em casa, a liberdade de se mudar de um cantão para outro (embora concedida pela constituição) foi, pela Dieta de 1805, restringida exigindo dez anos de residência e, em seguida, não concedendo direitos políticos no cantão ou o direito de lucrar pelo propriedade comunal.
Assim que o poder de Napoleão começou a diminuir (1812-1813), a posição da Suíça ficou em perigo. Os austríacos, apoiados pelo partido reacionário na Suíça, e sem qualquer resistência real por parte da Dieta, cruzaram a fronteira em 21 de dezembro de 1813. Em 29 de dezembro, sob pressão da Áustria, a Dieta aboliu a constituição de 1803 que havia sido criada por Napoleão no Ato de Mediação.
Em 6 de abril de 1814, a chamada Dieta Longa se reuniu para substituir a constituição. A Dieta permaneceu em um impasse até 12 de setembro, quando Valais, Neuchâtel e Genebra foram elevados a membros plenos da Confederação. Isso aumentou o número de cantões para 22. A Dieta, no entanto, fez pouco progresso até o Congresso de Viena.